# توجيه إمكانية الوصول إلى الإنترنت
اعتمد الاتحاد الأوروبي التوجيهَ بشأن إمكانية الوصول إلى مواقع الويب وتطبيقات الهاتف المحمول المعروف أيضًا باسم التوجيه (الاتحاد الأوروبي) 2016/2102، في عام 2016. ينطبق هذا التوجيه على مؤسسات القطاع العام في الدول الأعضاء في الاتحاد الأوروبي. وكان الهدف ضمان إمكانية الوصول إلى جميع مؤسسات القطاع العام لـ 80 مليون شخص من ذوي الإعاقة في الاتحاد الأوروبي.
أعطى هذا التوجيه من الاتحاد الأوروبي لكل دولة عضو مهلة حتى عام 2018 لنقله إلى التشريعات الوطنية. كل دولة عضو مسؤولة عن تنفيذ التشريعات الوطنية المتوافقة. مطلوب حد أدنى من التناغم يجب على الدول الأعضاء الحفاظ عليه. يمكن للتشريعات الوطنية أن تتجاوز هذه المتطلبات الدنيا، وقد اختارت بعض الدول القيام بذلك. عند نقل هذا التوجيه من الاتحاد الأوروبي إلى التشريعات الوطنية، لم تكن هناك حاجة لتوسيعه خارج مؤسسات القطاع العام، لكن فرنسا اختارت تجاوز الحد الأدنى.
تم إنشاء مجموعة خبراء توجيه إمكانية وصول الويب (WADEX) لتقديم الدعم بشأن تنفيذ التوجيه.
نفّذ الاتحاد الأوروبي أيضًا أربعة قرارات تنفيذية صادرة عن المفوضية لاستكمال التوجيه. تُعد هذه القرارات التنفيذية قوانين ملزمة قانونًا داخل الاتحاد الأوروبي، وتُطبّق مباشرةً في جميع الدول الأعضاء فيه. "تكون قرارات التنفيذ دائمًا محدودة النطاق. وتهدف إلى ضمان تطبيق موحد للتشريعات الأوروبية، ويخدم موضوع أي قرار تنفيذي هذا الهدف وحده." توفر قرارات التنفيذ ذات الصلة بيانًا نموذجيًا لإمكانية الوصول (2018/1523)، ومنهجية رصد وترتيبات للإبلاغ (2018/1524)، ومعيارًا موحدًا لمواقع الويب وتطبيقات الهاتف المحمول (2018/2048، مُحدّثًا بحلول 2021/1339).
يكمل قانون إمكانية الوصول الأوروبي الجديد للاتحاد الأوروبي توجيه إمكانية الوصول إلى الويب وينطبق على القطاع الخاص، وبالتالي يؤثر على عدد أكبر بكثير من الأشخاص.

## آثار هذا التوجيه
التوجيه:
- يتناول مواقع الويب والتطبيقات التابعة لمنظمات القطاع العام؛
- يشير إلى معايير محددة، مثل EN 301 549؛
- يتطلب نشر بيان إمكانية الوصول لمواقع الويب وتطبيقات الهاتف المحمول؛
- يدعو إلى آلية ردود فعل للمستخدمين للإشارة إلى مشاكل إمكانية الوصول؛[17][18]
- ويتوقع رصد إمكانية الوصول بشكل منتظم وتقارير عامة مقابلة من قبل الدول الأعضاء.[19]

لا يوجد إشارة محددة إلى إرشادات إمكانية الوصول إلى أدوات التأليف (ATAG) 2.0، ولكن الملاحظة 2: الفقرة 48 تتحدث عن تعزيز أدوات التأليف التي تساعد في إمكانية الوصول والتوصية بتمويل تطويرها.
وتدعم المفوضية الأوروبية أيضًا تمويل الأبحاث والمشاريع التجريبية مثل
- مبادرة إمكانية الوصول إلى الويب (WAI) التابعة لاتحاد شبكة الويب العالمية (W3C) - أدوات WAI لإنشاء قواعد موحدة لاختبار إمكانية الوصول؛[22]
- W3C-WAI - دليل WAI لتصميم المواد التعليمية؛[23]
- ستقوم WADcher بتطوير نموذج أولي لمنصة WAD للتقييم والمراقبة وإعداد التقارير الخاصة بـ WAD؛[24]
- Funka Nu AB - We4Authors لتسهيل دمج ميزات إمكانية الوصول كخيار افتراضي في أدوات التأليف.[25]

الجدول الزمني للتنفيذ
- 23 سبتمبر 2018 - يجب على الدول الأعضاء نقل هذا التوجيه إلى التشريعات الوطنية[4]
- 23 سبتمبر 2019 - يجب أن تتوافق جميع مواقع الويب الجديدة للقطاع العام مع
- 23 سبتمبر 2020 - يجب أن تتوافق جميع مواقع الويب التابعة للقطاع العام
- 23 يونيو 2021 - يجب أن تتوافق جميع تطبيقات الهاتف المحمول مع[26]
- 23 ديسمبر 2021 - سيتعين مراقبة مواقع الويب الخاصة بالدول الأعضاء والإبلاغ عنها علنًا[27]
- 23 يونيو 2022 - تقوم المفوضية الأوروبية بإجراء مراجعة لتطبيق هذا التوجيه (المادة 13).[4]

مراقبة إمكانية الوصول وإعداد التقارير
عيّنت الدول الأعضاء منظماتٍ مسؤولةً عن رصد تنفيذ توجيه إمكانية الوصول إلى الويب. ومن بين مهامها الأخرى، تتولى هذه المنظمات مسؤولية الرصد المنتظم لمواقع القطاع العام، ومراجعة حالات العبء غير المتناسب وبيانات إمكانية الوصول، وضمان الامتثال لمتطلبات إمكانية الوصول والتعامل الفعال مع ملاحظات المستخدمين. يقارن معيار الحكومة الإلكترونية لعام 2022 الصادر عن المفوضية الأوروبية كيفية تقديم الحكومات في جميع أنحاء أوروبا للخدمات العامة الرقمية.
تقارير 2020-2021
تتوفر قائمة عامة كاملة بتقارير مراقبة الاتحاد الأوروبي الصادرة بموجب توجيه إمكانية الوصول إلى الويب لكل دولة. وشمل ذلك تقرير المملكة المتحدة حول إمكانية الوصول إلى مواقع الويب وتطبيقات الهاتف المحمول نتيجةً لاتفاقية انسحاب المملكة المتحدة من الاتحاد الأوروبي. وقد نشرت جميع الدول الأعضاء، باستثناء فرنسا وقبرص، تقارير المراقبة الخاصة بها. وقد كُتبت تقارير مراقبة إمكانية الوصول الرقمي في لوكسمبورغ، وتقرير مراقبة أيرلندا EU WAD Ireland 2021، وتقرير مالطا حول نتائج مراقبة واستخدام إجراءات الإنفاذ، باللغة الإنجليزية. كما تضمنت كلٌّ من سلوفينيا والبرتغال ترجمةً باللغة الإنجليزية. وتُرجمت جميع التقارير الأخرى إلى الإنجليزية باستخدام الترجمة الآلية الآلية بالكامل.
يُطلب من الدول الأعضاء تقديم تقارير كل ثلاث سنوات. وسيكون موعد تقديم التقارير التالية في ديسمبر/كانون الأول 2024.

## روابط خارجية
- القانون والسياسة العالمية بقلم ليني فاينجولد: أوروبا.